# Mogens Ellegaard
Mogens Ellegaard (Kopenhagen, 4 maart 1935 - 28 maart 1995) was een Deense accordeonist die als een van de eersten zich intensief bezighield met het spelen van klassieke muziek op accordeon.

## Leven en werk
Ellegaard, zoon van een meubelmaker, begon op achtjarige leeftijd met het bespelen van de trekharmonica. Toen hij zeventien was, nam hij in Nederland deel aan een concours van de Confédération Internationale des Accordéonistes, waar hij David Anzaghi de Toccata en Fuga in d-moll (BWV 565) van Bach en de Rhapsody in Blue van Gershwin hoorde spelen op de accordeon met melodiebassen. Hij was zo onder de indruk, dat dit voortaan ook zijn instrument werd. Ondertussen studeerde hij cum laude af in de literatuur, waardoor hij een beurs kreeg voor studie in de Verenigde Staten. Hierbij voorzag hij in zijn levensonderhoud door accordeon te spelen in restaurants. Ook trad hij op bij concerten van populaire muziek.
In 1958 keerde hij terug naar Denemarken, waarna hij internationaal carrière maakte als accordeonist in het klassieke genre. Componisten als Vilfred Kjær en Ole Schmidt schreven een accordeonconcert voor hem. Vooral de Symphonic Fantasy and Allegro van Schmidt, die in première ging bij het Deens Radio Symfonieorkest onder leiding van de componist, werd snel populair. Schmidt verklaarde dat hij altijd een hekel had gehad aan de accordeon, totdat hij Ellegaard had horen spelen. Ook daarna droegen vele, vooral Scandinavische, componisten werken aan hem op. Hij trad op met alle Deense orkesten en met vele buiten dat land, in Europa, de Verenigde Staten en Canada. 
In de vroege jaren zestig breidde Ellegaard zijn activiteiten uit door te gaan lesgeven, eerst in Malmö. Hij schreef een lesmethode voor de accordeon. In 1970 richtte hij een accordeonafdeling op aan Det Kongelige Danske Musikkonservatorium in Kopenhagen, waar hij in 1977 hoogleraar werd. Tot zijn studenten behoorden Geir Draugsvoll, James Crabb en Frode Haltli. In 1989 werd hij faculteitshoofd aan de Kunstuniversität in Graz in Oostenrijk. Hij gaf lessen en masterclasses aan talrijke conservatoria, ook in Nederland (Leeuwarden en Groningen), Duitsland, Spanje en Canada.
Ellegaard overleed kort na zijn 60e verjaardag aan leukemie. Zijn dochter Merete Ellegaard is dirigent in Zweden.

## Aan Ellegaard opgedragen composities
Tot de vele componisten die Ellegaard wist te interesseren en te inspireren om nieuwe composities voor hem en zijn instrument te schrijven, behoren:
- Hans Abrahamsen
  - Canzone (1977-8) voor accordeon solo
- Niels Viggo Bentzon
  - Concert voor accordeon (1962/63)
  - In the Zoo op. 164 (1964)
  - Sinfonia concertante (1965) voor zes accordeons, strijkorkest en slagwerk
- Vagn Holmboe
  - Sonata, op. 143A (1979)
- Leif Kayser
  - Arabesques (1974/75)
  - Confetti (1974/92)
  - Suite Sacra (1970/84)
- Vilfred Kjær
  - Jubilesse infameuse, concert (1957)
- Torbjörn Lundquist
  - Partita piccola (1963)
  - Metamorphoses (1965)
  - Nine two-part inventions (1966)
  - Plasticity - Plastiska varianter - Plastische Varianten... (1967)
  - Sonatina piccola (1967/1983)
  - Ballad, voor 2 accordeons (1968)
  - Botany play (1968)
  - Microscope, 21 stukken (1971)
  - Copenhagen music, voor accordeon solo en accordeonkwintet (1972)
  - Lappri (1972)
  - Assoziationen (1981)
- Arne Nordheim
  - Flashing (1985)
- Per Nørgård
  - Anatomic Safari (1967) voor accordeon solo
  - Recall (1968) voor accordeon en orkest
  - Introduction and toccata(1964)
- Steen Pade
  - Udflugt med umveje (Excursions With Detours) (1984)
  - Aprilis (1987)
  - Cadenza (1987)
- Karl Aage Rasmussen
  - Invention (1972)
- Ole Schmidt
  - Symphonic Fantasy and Allegro, op. 20 voor accordeon en orkest (1958)
  - Toccata 1 op. 24 (1960)
  - Toccata 2 op. 28 (1964)
  - Escape of the meatball over the fence (1967)

## CD's
- Contemporary Danish Accordion Music, Point, PCD 5073  (1987) met Danish Radio Symphony Orchestra o.l.v. Ole Schmidt
- Jeux à trois, G.E.M. 2001 (1994), Music for classical accordion and percussion, met Márta Bene, accordeon en Gert Sørensen, slagwerk.